# Hundra procent bonde
Hundra procent bonde (på danska Frank & Kastanjegaarden) är ett danskt tv-program som också visats i svenska, norska och finska kanaler.
Serien handlar om bonden Frank  Ladegaard Erichsen, som tillsammans med sin fru Theresa och två barn, Johan och Alma lever ett enkelt liv på en bondgård i närheten av Grenå. Erichsen använder gärna manuella redskap och äldre metoder i sitt dagliga arbete på gården.
Programmet sänds i DR1 med titeln ”Frank & Kastanjegaarden”. Programmet hette tidigare ”Bonderøven" (sv. bondläppen), vilket är en pejorativ beteckning på en osofistikerad person från landet. Från början sändes programmet på DR2, där det blev en av kanalens största tittarframgångar någonsin. Serien sänds i Sverige i SVT (under namnet Hundra procent bonde), i Norge i NRK (under namnet Det gode bondeliv) och i Finland under namnet En tvättäkta lantis (på finska Tanskalainen maajussi [sv. danska bonden]) på Yle FEM. 